# Dolheni, Sălaj
Dolheni (în maghiară Ilondapatak) este un sat în comuna Ileanda din județul Sălaj, Transilvania, România.
Prima atestare documentară a localității provine din anul 1571, când satul apare sub numele de Dolha. Alte atestări documentare provin din anii 1590 Ilondapataka, 1598 Dolhafalva, 1615 Dolhán, Dalhácz, 1730 Dolheny, 1750 Dolhej, 1760-1762 Dolheny,Ilonda Patak, cca 1800 Ilonda Pataka, Dolheni, 1850 Dolhany, 1854 Ilondapataka, Dolheni, 1900 Dolheni, 1930 Dolheni, 1966 Dolheni.
Dolheni este un sat din judetul Salaj, care apartine de Ileanda, alaturi de: Bârsăuța, Bizușa-Băi, Dăbâceni, Luminișu, Măleni, Negreni, Perii Vadului, Podișu, Răstoci, Rogna, Șasa.
Conform recensământului populației României din anul 2002, localitatea avea la acea dată 113 locuitori, 49 de sex masculin și 64 de sex feminin.
- Chendre-Roman, Gheorghe – Dicționar etimologic al localităților din județul Sălaj, Editura Silvana, Editura Caiete Silvane, 2006, ISBN (10) 973-7817-41-9; ISBN (13) 978-973-7817-41-9

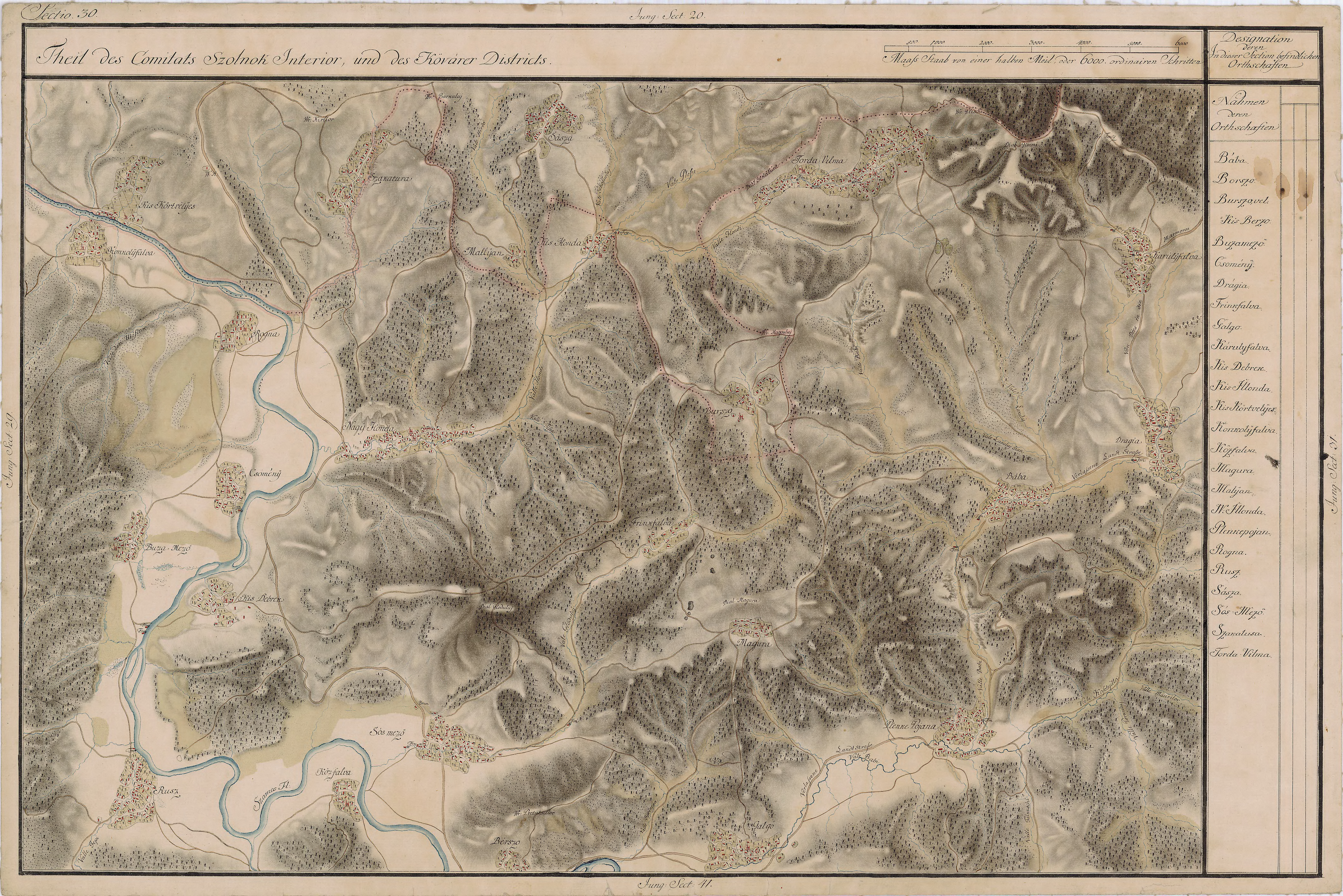
Dolheni în Harta Iosefină a Transilvaniei, 1769-1773